# Madeovelia
Madeovelia is een geslacht van wantsen uit de familie van de Mesoveliidae (Bladlopers). Het geslacht werd voor het eerst wetenschappelijk beschreven door Poisson in 1959.

## Soorten
Het genus is monotypisch en bevat alleen de volgende soort:
- Madeovelia guineensis Poisson, 1959